# التمیرا دو مارانهائو
التمیرا دو مارانهائو (به پرتغالی: Altamira do Maranhão) یک سکونتگاه مسکونی در برزیل است که در مارانیائو واقع شده‌است.